# 克利緬齊
克利缅齐（羅馬化：Kelmentsi）是烏克蘭西部切爾諾夫策州德涅斯特区克利缅齐市镇内的鎮，为德涅斯特区及同名市镇的行政中心，該定居點始建於1559年，面積6.42平方公里，海拔高度193米，2022年人口数量为6,985人。